# 石門中學
佛山市石门中学位于中华人民共和国广东省佛山市黄岐，坐落在珠江畔，由陳鳳江于1932年秋创办，现是石门教育集团下的高中部，是广东省首批一级学校。原設有狮山校区，已獨立設校為「南海区石门高级中学」。

## 历任校长
- 李景宗（1933年春-1938年、1946年秋-1949年）
- 邹文挺（副校长）（1953.3-1953.10 ）
- 吕任远（1953.10-1955.7 ）
- 谢日华（1955.8-1962.7、1978.8-1985.7 ）
- 蚁振让（副校长）（1962.8-1968.6 ）
- 陈家政（革委会主任）（1968.6-1969.3 ）
- 吴灿禧（革委会主任）（1971.3-1975.11）
- 冯鲁（革委会主任）（1975.12-1978.9）
- 何维孜（1985.8-1995.3）
- 黄炼和（1995.3-1998.6）
- 卢志华（1998.6-2001.12）
- 杜尚强（2001.12—2005.2）
- 温伟平（2005.2—2008.7）
- 盘文健（2008.9—2016.7）
- 李卫东（2016.7—至今）

## 网址
- 官方网站 （页面存档备份，存于）